# Franco Carpio Guerrero
Franco Carpio Guerrero (Lambayeque, 4 de febrero de 1946) es un ingeniero mecánico, empresario y político peruano. Fue congresista por Lambayeque en el periodo 2006-2011.

## Biografía
Nació en Lambayeque, el 4 de febrero de 1946.
Realizó sus estudios superiores de Ingeniería Mecánica en la Universidad Nacional de la Plata ubicada en Argentina.
Como empresario director de Factoría Carpio S.A. VICARSA (1984-2006) y gerente de Motrix E.I.R.L.(1990-2006). También fue presidente del Instituto de Alta Calidad de atención a la Salud MAX SALUD - Lambayeque y asesor del Sector metal mecánico en 1975.
Participó en lo institucional como vicepresidente de la Cámara de Comercio y Producción de Lambayeque (2005) y del Consejo por la Paz. Además, fue directivo del Colegio de Ingenieros del Perú.

## Vida política
Es militante del Partido Popular Cristiano y ejerció como secretario regional en la sede de Lambayeque desde 2004 hasta el 2007.

### Congresista
Se inició en la política como candidato al Congreso de la República por Unidad Nacional en representación de su natal Lambayeque en las elecciones del 2006 y logró ser elegido con 16,140 votos para el periodo parlamentario 2006-2011.
En el parlamento laboró como vicepresidente de la Comisión de Transportes y presidente de la Comisión de Descentralización y Modernización de la gestión del Estado.
Tras culminar su gestión, intentó ser reelegido al cargo en las elecciones generales del 2011 por Alianza por el Gran Cambio, sin embargo, no resultó reelegido.